# Октябрьский (Ершовский район)
Октябрьский — поселок в Ершовском районе Саратовской области. Входит в состав Антоновского муниципального образования. 

## География
Находится на расстоянии примерно 9 километров по прямой на северо-восток от районного центра города Ершов.

## История
Официальная дата основания 1910 год.

## Население
Постоянное население составило 74 человека (русские 57%, казахи 34%) в 2002 году, 31 в 2010.